# Kirchmeister
Kirchmeister war im spätmittelalterlichen und frühneuzeitlichen Deutschland ein städtisches Amt, das angesehenen und wohlhabenden Bürgern übertragen wurde. Die Ausübung war treuhänderisch und ohne persönlichen Gewinn. Der Kirchmeister verwaltete den Bau- und Ausstattungsfonds der ihm zugewiesenen Kirche, der aus frommen Stiftungen stammte. Er überwachte Baumaßnahmen und Anschaffungen und legte dem Stadtrat – nicht dem Bischof oder seinem örtlichen Vertreter – jährlich Rechnung ab. Sein Einfluss und seine gesellschaftliche Stellung waren beträchtlich.
Heute wird die Bezeichnung Kirchmeister noch in den presbyterial-synodal verfassten evangelischen Kirchen im Westen Deutschlands (Evangelische Kirche im Rheinland, Evangelische Kirche von Westfalen, Lippische Landeskirche) verwendet. Sie kennzeichnet eine Person, die im Presbyterium eine besondere Funktion ausübt. Das Amt des Kirchmeisters wird nur von Laien bekleidet.
Prinzipiell gibt es je Presbyterium einen Kirchmeister, der für Finanzen, Bauwesen und Personal verantwortlich ist.  Das Amt kann aber auch aufgeteilt werden, z. B. in:
- Finanzkirchmeister
- Baukirchmeister
- Personalkirchmeister

Gelegentlich wird das Amt des Baukirchmeisters auch bei Neu- und Umbauprojekten geteilt. Die Aufgaben sind in der Kirchenordnung (KO) festgelegt. Hier als Beispiel ein Auszug aus §22 Abs. 2 der KO der Evangelischen Kirche im Rheinland:
Die Kirchmeister haben das Kassen- und Rechnungswesen gemäß der kirchlichen Verwaltungsordnung zu beaufsichtigen. Sie dürfen die Kassengeschäfte nicht selbst führen. Sie haben die Aufsicht über die Grundstücke, Gebäude, Geräte und andere Vermögensstücke zu führen. Sie sorgen dafür, dass die Kirchengemeinde ihre diakonischen Aufgaben wahrnimmt. Sie begleiten den Dienst der beruflich Mitarbeitenden.
In anderen Landeskirchen nehmen z. B. die Vorsitzenden von Ausschüssen des Kirchenvorstandes einer Gemeinde ähnliche Aufgaben wahr.